# Meridiotroctes
Meridiotroctes – rodzaj chrząszczy z rodziny kózkowatych. 

## Zasięg występowania
Przedstawiciele tego rodzaju występują w Ameryce Południowej, w płd. Brazylii.

## Systematyka
Do Meridiotroctes zaliczane są 4 gatunki:
- Meridiotroctes bicristatus
- Meridiotroctes meridionale
- Meridiotroctes obliquus
- Meridiotroctes truncatus